# Бонифаций (магистр армии)
Бонифа́ций (лат. Bonifacius; ум. 432) — полководец Западно-Римской империи, комит Африки в 422—432 годах.
Бонифаций стал фактическим правителем африканских провинций Западно-Римской империи в период смуты в Риме после смерти в 423 году императора Гонория. Сначала он был утвержден имперским правительством в качестве комита Африки, затем его безуспешно пытались низложить военным путём и после неудачи снова признали римским наместником. В 432 году он был смертельно ранен в междоусобном сражении против римского полководца Флавия Аэция.
Прокопий Кесарийский, отмечая его достоинства, удостоил его вместе с Аэцием эпитета «последний из римлян».

## Биография

### Приход к власти (423 год)
Римский военачальник Бонифаций проявил себя впервые в 413 году в Галлии, защищая Массалию (совр. Марсель) от вторгшихся вестготов. Согласно современнику событий Олимпиодору, Бонифаций сумел ранить вождя готов Атаульфа:

Варвар [Атаульф] ответил им примерно так же и отправился к городу, называемому Массалией, надеясь захватить его обманом. Там он получил рану от руки знатнейшего мужа, Бонифация, и, едва избегнув смерти, удалился под родной кров, оставив в ликовании город, превозносивший Бонифация.

В 422 году Бонифаций принимает участие в неудачной экспедиции римского главнокомандующего (magister militum) Кастина против вандалов на юг Испании, но после конфликта с Кастином бежит в Северную Африку. Проспер посчитал это событие началом многих бедствий для римского государства. Вероятно в том же году Бонифацию удалось захватить власть над африканскими провинциями, так как Олимпиодор сообщает, что Бонифаций в 423 году уже «управлял Африкой», a Проспер Аквитанский сообщает о том же под 424 годом.
Отдалённость провинций от Италии и слабый флот Западно-Римской империи провоцировали римских наместников на отделение от метрополии. В конце IV века здесь поднял мятеж комит Африки Гильдон, в 412 году восставал комит Гераклиан (оба мятежа были подавлены имперскими войсками). Также и Бонифаций проявлял независимость от центральной власти.
Когда в августе 423 года скончался римский император Гонорий, его законный наследник — пятилетний племянник Валентиниан — находился вместе с матерью Галлой Плацидией в ссылке в Константинополе. Власть в Западно-Римской империи при поддержке командующего Кастина узурпировал Иоанн. Бонифаций, как прежний недруг Кастина, не признал императора Иоанна и встал на сторону Галлы Плацидии как матери законного наследника на императорскую корону. Иоанн послал войска, чтобы сместить Бонифация, но в борьбу вмешалась Восточно-Римская империя (Византия). По словам Павла Диакона: «В это время Иоанн, пытаясь отвоевать Африку, которой овладел Бонифаций, оказался не в силах защитить самого себя».
Император Восточно-Римской империи Феодосий Младший отправил в Италию армию, которая низвергла узурпатора Иоанна. В октябре 425 года Валентиниан был провозглашён императором, но в силу его возраста реальная власть перешла к его матери Галле Плацидии, которая, по словам Прокопия, и назначила Бонифация комитом Африки, узаконив фактическое состояние дел.
Источники не сообщают, как именно Бонифаций пришёл к власти над Северной Африкой. Историки предполагают, что полководца видимо призвали местные крупные землевладельцы, потерявшие надежду получить защиту от набегов берберских племён у центральной власти. Историк Джон Багнелл Бьюри высказал предположение, что Бонифаций был назначен комитом Африки до 422 года, и в таком качестве участвовал в неудачном походе Кастина против вандалов в Испании.

### Комит Африки
Положение Бонифация в Африке было достаточно прочным. Олимпиодор оставил такой отзыв о его деятельности:

Бонифаций был героем, отличившимся во многих сражениях со многими варварскими племенами. Иногда он нападал на малый отряд, иногда на большое войско, иногда вступал в единоборство. Коротко говоря, он всяческими способами изгнал из Африки множество разных варварских племен. Он был поклонником справедливости и отличался щедростью.

Проспер подтверждает «могущество и славу» Бонифация в Африке (intra Africam potentia gloriaque). Его военные отряды состояли преимущественно из варваров. На их бесчинства жаловался в письме к комиту один из отцов церкви, епископ Гиппона Св. Августин.
В 427 году фактически правившая в Риме Галла Плацидия попыталась вернуть под контроль центрального правительства африканские провинции. По версии историка VI века Прокопия Кесарийского конфликт между Плацидией и Бонифацием разгорелся из-за интриг римского полководца Флавия Аэция, хотя по хроникам в тот год Аэций сдерживал варваров в Галлии, а пост главнокомандующего войсками (magister militum) занимал Флавий Констанций Феликс. В Северную Африку была переправлена имперская армия под командованием трех полководцев: Маворция, Галлиона и Сенеки. Сенека перешел на сторону Бонифация. Имперская армия потерпела поражение, Маворций и Галлион погибли. Комитом Африки в начале 428 года был назначен Сегисвульт, который возобновил боевые действия против Бонифация. В попытках привлечь местное население на сторону Рима имперская администрация в Африке пытается ограничить произвол чиновников и сборщиков налогов. По косвенным свидетельствам историки предполагают, что Сегисвульту удалось овладеть ключевыми городами в регионе, Гиппоном и Карфагеном.
Междоусобная война привела к захвату берберами значительной части североафриканских провинций. В 428 году Св. Августин направил письмо Бонифацию, в котором высказал ему упреки за войну с империей и возложил на него ответственность за потерю земель. Св. Августин, отражая настроения в обществе, призвал Бонифация к христианскому смирению и прекращению вражды с Римом. Вторжение вандалов в 429 в Африку заставило Бонифация и Рим пойти на примирение, и в 430 году Бонифаций снова именуется комитом Африки (то есть законность его правления признана центральным правительством в Риме).

### Война с вандалами (429—432 годы)
О причинах, побудивших вандалов перебраться из Испании в северную Африку, историки VI века Прокопий Кесарийский и Иордан сообщают следующее. Комит Африки Бонифаций стал тираном, опираясь на верное войско из готов-федератов. Когда Рим выслал против него экспедицию под командованием Сегисвульта, Бонифаций склонил к военному союзу вандалов, обещая им две трети страны. Союз был закреплён женитьбой Бонифация на вандалке Пелагее, затем Бонифаций переправил племя вандалов через Гибралтар.
Истории о приглашении варваров для решения внутриполитических дел в Риме широко использовались во внутриполитической борьбе. Наиболее известные, но не подтверждённые документами:
- Приглашение римским полководцем Стилихоном вандалов в Галлию в 406 году;
- Призвание в 449 году сестрой императора Гонорией вождя гуннов Аттилу в Италию;
- Призвание вдовой императора Евдоксией вандалов в Рим в 455 году.

Современники вторжения Проспер Аквитанский и Идаций в своих хрониках не сообщают версии о приглашении вандалов Бонифацием, хотя Проспер заметил, что стороны конфликта в 427 году призвали на помощь «племена, не умевшие пользоваться кораблями». Историки предполагают в них готов-федератов на стороне Рима и возможно вандалов-наёмников в войске Бонифация. Кассиодор связывал переселение вандалов в Африку с приходом в Испанию везеготов, которые в прежние годы наносили вандалам тяжёлые поражения.
В 429 году народ вандалов и присоединившиеся к ним аланы под руководством Гейзериха переправились из Испании в Африку и двинулись на восток. Бонифаций, наладив мирные отношения с Римом, хотел отправить тех обратно, в результате чего по версии Прокопия Кесарийского и завязалась война. Бонифаций возглавил войну против вандалов. В 430 году он был разбит вандалами и отступил в город Гиппон-Регий, где успешно выдержал годовую осаду. В июле 431 года Бонифаций все-таки оставил город вандалам, эвакуировав жителей.
Из Рима и Константинополя на помощь Бонифацию в конце 431 года прибыло большое войско под началом византийского полководца Аспара. Однако в сражении в 432 году снова победили вандалы, после чего Бонифаций был отозван Галлой Плацидией в Рим. Война с вандалами продолжилась уже без комита Африки Бонифация.

### Смерть Бонифация (432 год)
Выдающийся полководец эпохи заката Римской империи Флавий Аэций в 429 году получил высшую военную должность магистра армии (magister militum), после чего в следующем году выступил против прежнего обладателя этого звания Флавия Констанция Феликса. По хронике Проспера Аэций казнил соперника, обвинив его в заговоре.
Опасаясь чрезмерного усиления Аэция, Галла Плацидия пыталась противопоставить ему другого выдающегося полководца, комита Африки Бонифация, для чего в 432 году вызвала последнего в Италию. Бонифаций получил звание магистра армии, в результате между ним и Аэцием разгорелась настоящая война («ingens bellum») согласно хронике Марцеллина Комита. В сражении возле города Ариминум Бонифаций одержал победу над войском Аэция, но скончался спустя 3 месяца от смертельной раны, полученной в сражении.
Пост магистра армии на несколько месяцев занял зять Бонифация Себастиан. Аэций скоро вернул себе должность магистра армии, а затем женился на вдове Бонифация Пелагее.